# Pacific Challenge 2019
El Pacific Challenge del 2019 fue la decimocuarta edición del torneo de rugby de 4 selecciones "A" del Pacífico.
Al igual que en la edición pasada la disputaron 4 selecciones secundarias de Fiyi, Japón, Samoa y Tonga en el Estadio Nacional de Fiyi (ANZ Stadium) de Suva.

## Equipos participantes
- Fiji Warriors
- Junior Japan
- Samoa A
- Tonga A

## Clasificación
| Pos. | Equipo        | Encuentros | Encuentros | Encuentros | Encuentros | Tantos  | Tantos    | Tantos     | Puntos Bonus | Puntos Totales |
| Pos. | Equipo        | jugados    | ganados    | empatados  | perdidos   | a favor | en contra | diferencia | Puntos Bonus | Puntos Totales |
| ---- | ------------- | ---------- | ---------- | ---------- | ---------- | ------- | --------- | ---------- | ------------ | -------------- |
| 1    | Fiji Warriors | 3          | 3          | 0          | 0          | 170     | 54        | + 116      | 3            | 15             |
| 2    | Junior Japan  | 3          | 2          | 0          | 1          | 94      | 97        | - 3        | 3            | 11             |
| 3    | Tonga A       | 3          | 1          | 0          | 2          | 37      | 107       | - 70       | 0            | 4              |
| 4    | Samoa A       | 3          | 0          | 0          | 3          | 49      | 92        | - 43       | 1            | 1              |

Nota: Se otorgan 4 puntos al equipo que gane un partido y 2 al que empate
Puntos Bonus: 1 punto por convertir 4 tries o más en un partido y 1 al equipo que pierda por no más de 7 tantos de diferencia

## Resultados

### Primera fecha
| 8 de marzo 14:30 | Junior Japan | 31 - 21 | Samoa A | Estadio Nacional de Fiyi, Suva |  |

| 8 de marzo 17:00 | Fiji Warriors | 56 - 14 | Tonga A | Estadio Nacional de Fiyi, Suva |  |

### Segunda fecha
| 12 de marzo 14:30 | Tonga A | 13 - 12 | Samoa A | Estadio Nacional de Fiyi, Suva |  |

| 12 de marzo 17:00 | Fiji Warriors | 66 - 24 | Junior Japan | Estadio Nacional de Fiyi, Suva |  |

### Tercera fecha
| 16 de marzo 13:30 | Tonga A | 10 - 39 | Junior Japan | Estadio Nacional de Fiyi, Suva |  |

| 16 de marzo 16:00 | Fiji Warriors | 48 - 16 | Samoa A | Estadio Nacional de Fiyi, Suva |  |

| Bandera de Fiyi       |
| Campeón Fiji Warriors |
| Noveno título         |